# Ilda Maria da Conceição

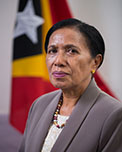
Ilda Maria da Conceição

Ilda Maria da Conceição (* 23. November 1957 in Uatucarbau, Portugiesisch-Timor), Kampfnamen Lalo Imin (deutsch Unabhängigkeit oder Tod, niemals Integration) und Wairaha Gae Imin (deutsch Ein großer Stern, der vor der Sonne am Morgen aufgeht), ist eine Politikerin aus Osttimor. Sie ist Mitglied der Partei FRETILIN.

## Familie
Ilda Maria ist die Tochter von Beatriz Araújo und Liurai Agustinho da Costa Pinto. 1977 heiratete sie Reinaldo Freitas Belo (Kilik Wae Ga’e). Er starb 1984 unter nicht näher geklärten Umständen, nachdem er einen Umsturzversuch gegen den FALINTIL-Kommandanten Xanana Gusmão erfolglos geführt hatte. Die Quellen widersprechen sich, ob er sich selbst erschoss oder ob er beim Gefecht mit indonesischen Soldaten ums Leben kam. Aus der Ehe gingen eine Tochter und ein Sohn hervor. In zweiter Ehe heiratete Ilda Maria Manuel Leão Gaio (Gelson Black) und bekam mit ihm eine Tochter und einen Sohn.

## Werdegang
Conceição verbrachte einen Großteil ihrer Kindheit in Uatucarbau, in Viqueque. Als Tochter eines Adligen hatte sie Zugang zu einer privilegierten Ausbildung. Sie besuchte die Grundschule des Oscar Ruas College in Ossu von 1966 bis 1971 und die Prä-Sekundärstufe in Dili von 1971 bis 1972. Schließlich besuchte sie von 1973 bis 1975 einen Betriebswirtschaftskurs an der Technischen Schule Institut Prof. Silva Cunha in Dili.
Am 28. August 1975 wurde Conceição Mitglied der Organização Popular de Mulheres Timorense (OPMT), der Frauenorganisation der FRETILIN. Vor der Invasion der Indonesier im Dezember 1975 floh sie in die Berge. Hier begann Conceição Frauen, die nicht die Gelegenheit zu einer Ausbildung hatten, zu unterrichten. Dazu gehörten Lesen und Schreiben genauso wie Nähen und Sticken. Conceição wurde Vorsitzende der OPMT im Suco Bahatata. Von 1976 bis 1986 nahm Lalo Imin, wie sie in dieser Zeit genannt wurde, am Guerillakampf gegen die Besatzer teil. 1976 wurde sie zur Assistentin der Zone 1912 in Baguia ernannt, von 1977 bis 1978 war sie Kommissariatsdelegierte für den Ostsektor. Ihr Mann Kilik Wai Gae war zu diesem Zeitpunkt Kommandant des Zweiten Sektors. 1978 war Conceição zusammen mit Xanana Gusmão Mitglied der Gruppe, die das Widerstandsnetzwerk in Lospalos aufbaute.
1981 wurde Conceição zur Kommandoassistentin ernannt. Aus Sicherheitsgründen änderte sie ihren Kampfnamen in Wairaha Gae Imin. 1984 wurde ihr Mann getötet, sie selbst wurde von der indonesischen Armee gefangen genommen. Nachdem sie wieder freigelassen worden war, schloss sie sich dem innerörtlichen Widerstandsnetzwerk an und wurde 1986 in Ossu erneut verhaftet. Sie kam für zwei Jahre in Baucau ins Gefängnis. Nach ihrer erneuten Freilassung war ihre Bewegungsfreiheit eingeschränkt und sie stand unter dem Verdacht, Mitglied der Bewegung zur Störung der Ordnung (GPK) zu sein. Tatsächlich war Conceição weiter im Widerstand aktiv und tarnte dies mit Freiwilligenarbeit für die Kirche, bei der sie in der Pfarrei Viqueque Religionsunterricht hielt.
Unter der UN-Verwaltung wurde Conceição zur Deputy-Administratorin des damaligen Distrikts Viqueque ernannt. Das Amt hatte sie von November 2000 bis September 2001 inne. Von 2001 bis 2006 war sie gewählte Vertreterin für den Distrikt Viqueque im Zentralkomitee der FRETILIN. Ab dem 30. September 2001 war Conceição Vizeministerin für Innere Verwaltung, ab 2003 Vizeministerin für Staatsadministration und von 2006 bis zum 8. August 2007 Vizeministerin für Grund- und Mittelschulen. Beim zweiten Nationalkongress der FRETILIN 2006 wurde sie in die Rechtskommission der FRETILIN gewählt, der sie bis 2011 angehörte.

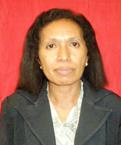
Ilda Maria da Conceição (2007)

Seit den Parlamentswahlen in Osttimor 2007 war sie Abgeordnete im Nationalparlament Osttimors. Conceição wurde Mitglied in der Kommission für Gesundheit, Bildung und Kultur (Kommission F), die ab 2012 auch für Veteranen und Gleichstellung der Geschlechter zuständig war. Bei den Parlamentswahlen in Osttimor 2017 kandidierte Conceição für die FRETILIN auf Listenplatz 5 und zog damit wieder in das Nationalparlament ein. Sie wurde wieder Mitglied in der Kommission für Gesundheit, Bildung, Kultur, Veteranen und Gleichstellung der Geschlechter (Kommission F) und zudem Ersatzdelegierte der nationalen Gruppe des Nationalparlaments bei der parlamentarischen Versammlung der Gemeinschaft der Portugiesischsprachigen Länder (CPLP).
Bei den Parlamentswahlen 2018 verpasste Conceição den Einzug in das Parlament auf Listenplatz 35.

## Auszeichnungen
Am 28. November 2006 erhielt Conceição von der Regierung den Orden Nicolau Lobato für ihre außerordentliche Teilnahme und Beitrag für die Befreiung Osttimors.

## Sonstiges
Conceição spricht fließend Portugiesisch, Tetum, Naueti und Makasae. In der Dokumentation über die FRETILIN Rise up Maubere people! FRETILIN today hatte sie eine Hauptrolle.